# 파키스탄의 코로나19 범유행
다음은 파키스탄의 코로나19 범유행 현황에 대한 설명이다.
2019~20년 코로나바이러스 대유행은 2020년 2월 파키스탄에 상륙한 것으로 확인됐다. 2020년 4월 7일 전국에서 확진자가 4000명을 넘고 있으며, 429명이 회복되고 54명이 사망하고 있다. 펀자브주는 현재 2000년 이상으로 가장 많은 환자가 발생한 지역이다. 전국 여러 지역에서 발생을 막기 위해 4월 중순까지 폐쇄 조치를 내렸다. 펀자브주, 신드주, 발루치스탄, 아자드 카슈미르 등이 이에 해당하고, 길기트발티스탄은 무기한 폐쇄 조치를 내렸다.
연방정부의 보고서에 따르면 파키스탄은 4월 25일까지 5만 건의 질병 발생을 예상할 수 있다고 한다. 그러나 그때까지 그 수는 예상치의 약 4분의 1에 불과한 1만3000명 미만에 머물렀다. 2020년 3월 초 라호르에서 열린 타블리히 자마트 종교 신도들은 코로나바이러스 많이 퍼지게 되어, 4월말까지 전국에서 27%를 차지하고 있다. 파키스탄은 2020년 4월 중국 제약사인 시노팜과 손잡고 백신 실험을 시작했다.

## 배경
세계보건기구(WHO)는 12일 2019년 12월 31일 처음 WHO의 주목을 받았던 중화인민공화국 후베이성 우한시의 한 집단에서 신종 코로나바이러스가 호흡기 질환의 원인임을 확인했다. 이 군단은 처음에 우한화난수산물도매시장과 연결되어 있었다. 그러나 실험실 확정 결과가 나온 그 첫 사례들 중 일부는 시장과 연관성이 없었고, 전염병의 근원은 알려져 있지 않다.
2003년 사스와 달리 COVID-19의 경우 치명률은 훨씬 낮았지만, 총 사망자 수가 상당할 정도로 감염 경로는 훨씬 더 컸다. COVID-19는 전형적으로 약 7일 정도의 독감과 유사한 증상을 보이며, 그 후 일부 사람들은 병원에 입원해야 하는 바이러스성 폐렴의 증상으로 발전한다. 3월 19일부터 COVID-19는 더 이상 "높은 결과 감염병"으로 분류되지 않았다.

## 기타 사례
1월 29일, 중국에서 공부하는 파키스탄 학생 4명이 COVID-19 양성 반응을 보였다. 나중에 총 6번을 만드는 것이 두 번 더 확인되었다. 학생 4명은 2월 12일, 나머지 2명은 2월 14일 광저우에서 병원에 입원한 후 회복했다.
3월 11일, 밀라노의 파키스탄 영사관은 이탈리아 브레시아의 COVID-19에서 파키스탄인이 처음으로 사망했다고 발표했다.
3월 12일 파키스탄과 아프가니스탄의 토르캄 국경에서 파키스탄 국적의 한 사람이 양성반응을 보였다. 이 환자는 아프가니스탄 주재 파키스탄 대사관 직원인 것으로 알려졌다.
3월 28일 파키스탄 스쿼시 선수 아잠 칸이 95세의 나이로 영국 런던에서 COVID-19로 사망했다.

## 같이 보기
- 아시아의 코로나19 범유행